# Остров Тамбукту
«Остров Тамбукту» — роман болгарского писателя Марко Марчевского. Роман в трёх частях «Остров Тамбукту» впервые был опубликован в 1956 году. Представляет собой вариант географической приключенческой фантастики в духе книг Ж. Верна и Л. Буссенара. Робинзонада потерпевших кораблекрушение двух англичан и болгарина на полулегендарном острове Тамбукту, якобы открытом Магелланом, постепенно оборачивается произведением криптоисторической научной фантастикой, когда герои обнаруживают на острове считающийся утерянным (или уничтоженным) дневник Магеллана.

## Сюжет
Действие романа «Остров Тамбукту» происходит в годы Второй мировой войны. Главный герой произведения, молодой болгарин Антон, вынужденный покинуть родину, спасаясь от политических преследований в годы Второй мировой войны, в начале повествования обитает в Египте в поисках работы. Он нанимается на работу к англичанину-плантатору, имевшему плантацию на Кокосовых островах. Во время морского путешествия из Египта к Кокосовым островам корабль потерпел крушение в Индийском океане, и герой произведения вместе с несколькими спутниками попадает на неизвестный остров, жители которого совсем не знают цивилизации. Белых людей ждет множество опасностей. Но Антон сумел найти общий язык и подружиться с туземцами. Через некоторое время на остров высадились японцы, а позже американцы. Главный герой старался найти компромисс между захватчиками и коренными жителями. В конце концов главные герои уплывают с острова на судне «Линкольн», наблюдая за тем, как остров Тамбукту горит под снарядами с американских крейсеров…
Роман «Остров Тамбукту» состоит из трёх частей.

## Герои романа
- Антон (главный герой произведения, повествование ведется от его имени)
- Смит (плантатор, потерпевший кораблекрушение)
- Стерн (капитан яхты мистера Смита)
- Грей (кок на яхте мистера Смита)
- Боамбо (вождь племени занго)
- Лахо (вождь племени бома)
- Арики (главный жрец племени занго)
- Зинга (дочь Боамбо)
- Амбо (сын Боамбо)
- Канеамея (дочь Арики)

## Интересные факты
- В романе упоминается дневник Магеллана, который считается утерянным.
- В романе встречаются споры между героями произведения на тему существующих режимов и обустройства мира.
- Главный герой несколько раз упоминает, что некоторые туземцы острова Тамбукту отличаются от остальных жителей острова светлым цветом кожи, европейскими чертами лица и др., намекая на то, что в прошлом на острове жили испанцы из команды Фернана Магеллана.
- Слово «пакеги», на языке туземцев острова Тамбукту означающее «белый человек», созвучно со словом «пакеха», которое на языке маори, коренных жителей Новой Зеландии, означает «жители Новой Зеландии европейского происхождения». Язык маори относится к австронезийским языкам, ареал которых включает географическое расположение вымышленного острова Тамбукту (приблизительно 84° восточной долготы и 7° южной широты).